# Баси
Баси — селище в Україні, у Білозірській сільській територіальній громаді Черкаського району Черкаської області. За даними перепису 2001 року в селищі мешкало 18 осіб, усі жителі вказали українську мову рідною.